# Хемилюминесценция

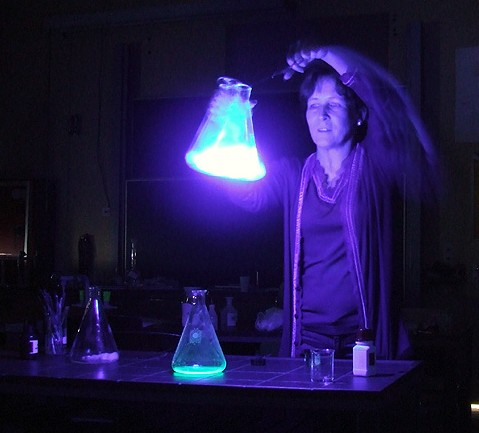
Хемилюминесценция

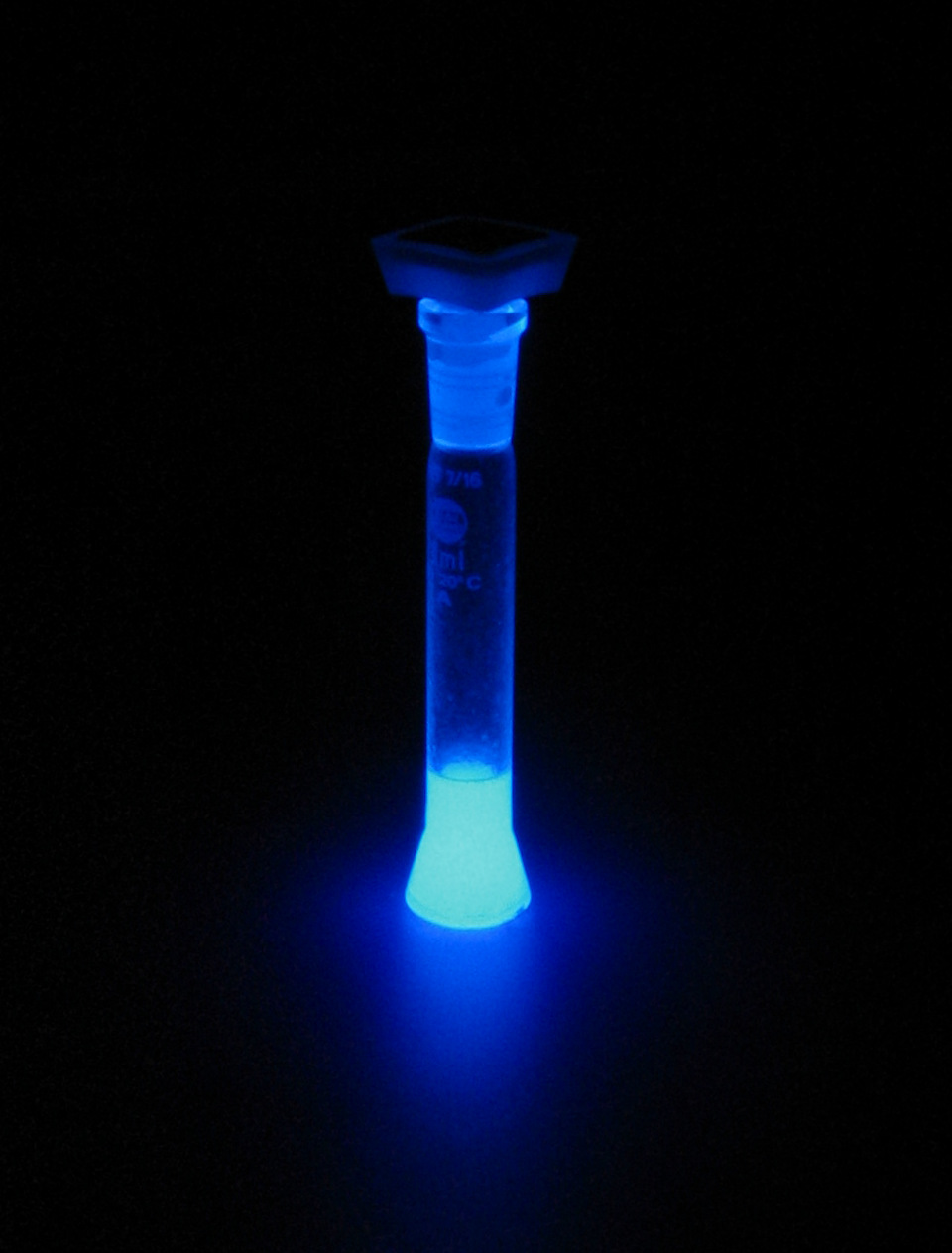
химический источник света

Хемилюминесценция (от греческого слова "chemi-" (что означает "химия") и латинского слова "lumen" (что означает "свет"). ) — люминесценция (свечение) тел, вызванная химическим воздействием (например, свечение фосфора при медленном окислении), или при протекании химической реакции (например, каталитические реакции некоторых эфиров щавелевой кислоты с пероксидом водорода в присутствии люминофора). Хемилюминесценция связана с экзотермическими химическими процессами. Хемилюминесценция, протекающая в живых организмах (свечение насекомых, червей, рыб), называется биолюминесценцией и связана с окислительными процессами.

## Использование хемилюминесценции